# 素数之恋
《質數魔力》（英語：Prime Obsession）是美国科普作家约翰·德比希尔创作的數學史書籍，主要內容介绍19世紀數學家伯恩哈德·黎曼與至今尚未解決的黎曼猜想。本書採穿插敘述數學、歷史的手法，在奇數章節由淺到深介紹與黎曼猜想相關的數學，偶數章節介紹相關歷史人物及史事；除了介紹黎曼之外，也大篇幅記載歐拉、高斯、希爾伯特等多位前後為此貢獻的數學家事蹟。

## 概述

### 內容節錄

ζ(0.5+it)在复平面上的函數值，類似圖樣用於原書與繁簡譯本的封面

第一章探討無窮級數以及收斂性、發散性，以一疊扑克牌在靜力平衡狀態下一張一張向外伸長為例，來解釋调和级数；第二章介紹黎曼，以及當時19世纪西欧大事記。第三章解說質數定理，即素数计数函数π(N)的大小可以用自然對數函數log(N)近似：
第四章是高斯與歐拉的生平，以及質數定理的發展過程；第五章從巴塞尔问题開始探討黎曼ζ函數：
第六章提及中國虚岁來說明一些数论概念，並介紹黎曼的老師狄利克雷；第七章借用埃拉托斯特尼筛法，推導黎曼ζ函數與質數p的關聯，得出作者稱為「金鑰匙」（Golden Key）的歐拉乘積公式，作為本書介紹黎曼猜想的基礎：

### 中文譯本
本書有幾種不同版本的中文譯本。臺灣正體中文版本在2005年由天下文化出版，書名《質數魔力》，分為上下兩冊橫跨兩世紀的狂熱、百萬美元大挑戰，曾在2006年入選為臺北市立建國高級中學的寒假數學書單；中国大陆簡體中文版本在2008年由上海科技教育出版社出版，書名採直译《素數之戀：黎曼與數學中最大的未解之謎》，不分冊，收入哲人石丛书第三辑。

## 迴響
本書在2007年獲頒美国数学协会的欧拉图书奖。
伊利諾州西北大學教授詹姆士·勞弗評論，這本書利於了解黎曼猜想的數學理論及歷史。中密歇根大学教授悉尼·格拉漢姆稱讚《質數魔力》的淺顯解說讓大學生也能理解，尤其適合要去讀研究所的人；儘管基礎數學解釋詳細、高等數學解釋不足，但是對於數學已經足夠了解的人，這本書是以有趣的角度描述他們熟悉的領域。唐·雷蒙批評，雖然偶數章節詳細介紹歷史，但奇數章節的數學不夠正式以至無用，若讀者數學程度不足則難以理解，也未解釋黎曼假設的重要性。芬兰數理雜誌《阿基米德》評論，作者跳過一些晦澀概念，以高中數學解釋黎曼假設，更擅於人物描寫；本書能激發讀者對數學和科学史的興趣，對一般數學文獻而言是難得的補充。
臺灣國立中央大學數學系教授單維彰的書評寫道，選擇黎曼猜想作為科普題材是很有勇氣的選擇；推測由於更早一些大數學家更著名的的緣故，作者在此書著重「敘人」，是較為特別、少見的讀物。國立臺灣大學數學系副教授翁秉仁在《科学美国人》指出幾處錯譯，評價德比夏爾不是專業數學家而「至少寫了半本好書」，可讓讀者入門理解黎曼假設的背景。後半部分面臨更為艱深的數學領域（随机矩阵、算子理论等）不可能深入，讀者須自行意會；偶數章節則可圈可點，具有調劑、穿針引線或補充註釋的功用。以往一些相關科普書籍連專業人士也未必接受，卻紛紛推薦《質數魔力》；作為「外行人」的作品，這本書也適合其他領域的數學家。